# Jeu de programmation
 (juillet 2013).
Si vous disposez d'ouvrages ou d'articles de référence ou si vous connaissez des sites web de qualité traitant du thème abordé ici, merci de compléter l'article en donnant les références utiles à sa vérifiabilité et en les liant à la section « Notes et références ».

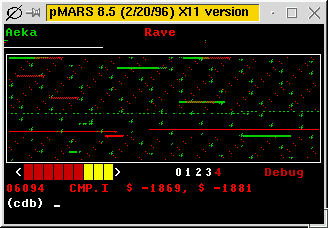
Capture de Core Ware dans le simulateur pMars.

Un jeu de programmation est un jeu vidéo où le joueur n'a aucune influence directe sur le déroulement de la partie. Au lieu de cela, un programme informatique ou un script est écrit dans un langage de programmation spécifique au domaine afin de contrôler les actions des personnages (généralement des robots, des tanks ou des bactéries qui cherchent à détruire les autres),. La plupart des jeux de programmation peuvent être considérés comme des environnements d'organismes numériques, liés à des simulations de vie artificielle.
Quelques jeux de programmation sont RobotWar, Core War, Mouse Run et Robocode.
Des tournois et ligues de jeux de programmation permettent aux personnages de rivaliser entre eux. Habituellement, un script est optimisé pour une stratégie particulière. Par exemple, dans Mouse Run, une classe Java est écrite par un programmeur, qui fournira la logique d'une souris pour naviguer dans un labyrinthe et rivaliser avec d'autres souris pour trouver et consommer le premier fromage.
Les jeux de programmation peuvent être dérivés à partir de presque n'importe quel autre type de match. Par exemple, le championnat du monde d'échecs informatique se compose de correspondances entre les programmes écrits pour le jeu de stratégie. En outre, certains jeux de plateaux empruntent des éléments de programmation de jeux. Dans RoboRally, les joueurs organisent des cartes pour « programmer » leurs pions avec une séquence de mouvements.